# Laïka de Sibérie occidentale
Pour les articles homonymes, voir Laïka (homonymie).
Le laïka de Sibérie occidentale est une race de chien d'origine russe. C'est un chien de type spitz, sélectionné comme chien de chasse polyvalent adapté aux terrains de la Sibérie occidentale. La race est très populaire en Russie.

## Historique
Le laïka de Sibérie occidentale est une race de chien dont le berceau d'élevage est la région forestière de l'ouest et de l'est de la Sibérie. La race est le produit de croisements entre deux variétés apparentées de laïka, le khanty et le mansi qui donneront respectivement naissance aux standards du laïka ostyak et du laïka vogul au début du XXe siècle. En 1947, les deux variétés sont fondues en une seule, et en 1952 le standard unifié est approuvé.
Le laïka de Sibérie occidentale est le chien de chasse le plus courant en Russie et la race est très répandue dans les régions boisées du Kamtchatka. En Russie, il existe des chenils spécialisés dans son élevage.

## Standard

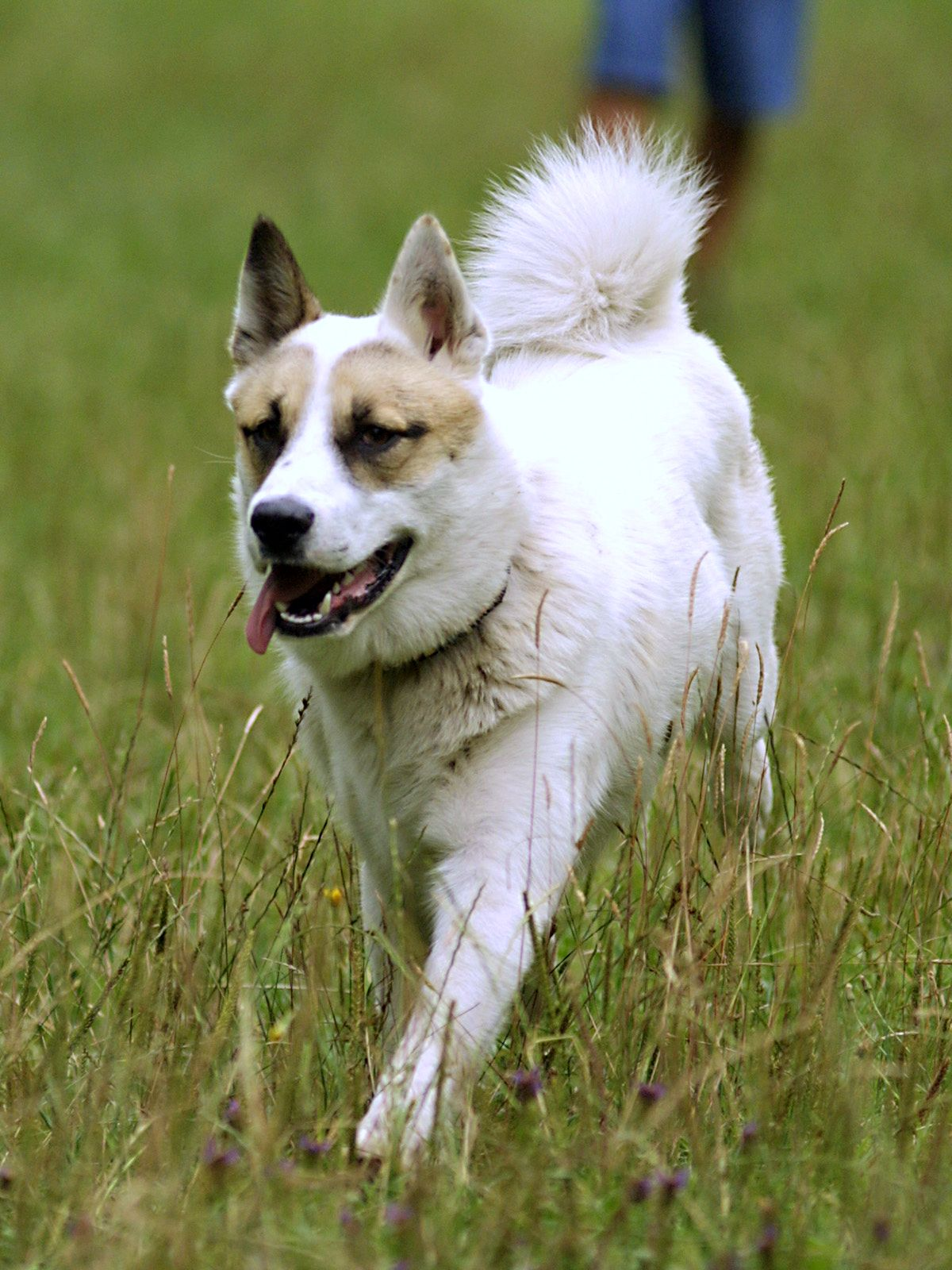
Laïka de Sibérie occidentale.

Le laïka de Sibérie occidentale est un chien de type spitz de grandeur moyenne, sec et de constitution robuste. L’ossature est bien développée, sans paraître lourde ou grossière. La musculature est forte et bien développée. La longueur du corps, du poitrail à la pointe de la fesse, est légèrement supérieure à la hauteur du garrot au sol. Fermement enroulée, la queue est portée sur le dos ou sur l’arrière des cuisses. Les yeux sont ovales, assez enfoncés dans les orbites, et de couleur brun. Attachées haut, les oreilles dressées sont de forme triangulaire. 
Le dimorphisme sexuel est clairement prononcé : les mâles sont plus grands que les femelles avec une masculinité évidente.
Le poil de couverture est droit et grossier, il est plus court au niveau des oreilles et sur les faces antérieures des membres. Le poil s'allonge au garrot, au cou où il forme une collerette et sur les faces postérieures des membres où il forme des franges. Grâce au sous-poil fortement développé et épais, le poil est quelque peu relevé et paraît abondant. Les couleurs acceptées sont le blanc, poivre et sel, rouge ou gris dans toutes les nuances. Le noir et les couleurs panachées ou avec des plaques sont admis.

## Caractère
Le laïka de Sibérie occidentale est décrit dans le standard FCI comme un chien d'humeur stable et équilibré, il est confiant et alerte envers les étrangers.

## Utilité

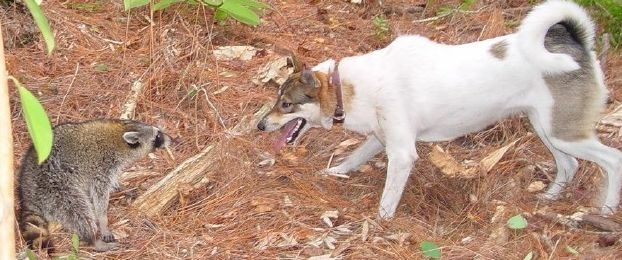
Un laïka de Sibérie occidentale chasse un raton laveur.

Le laïka de Sibérie occidentale est un chien de chasse polyvalent. L'odorat est très développé, c'est un chien décrit comme ayant une passion vive, sensible et prononcée pour la chasse et aussi enthousiaste pour le gibier à plume que pour le gibier à poil.